# Hanif Khan
Hanif Khan  (Karachi, 5 juli 1959) is een hockeyer uit Pakistan. 
Khan won met de Pakistaanse ploeg de bronzen medaille tijdens de Olympische Spelen 1976 in Montreal.
Met de Pakistaanse ploeg won de wereldtitel en de Aziatische Spelen in zowel 1978 als in 1982.
Tijdens de Olympische Spelen 1984 in het Amerikaanse Los Angeles won Khan de gouden medaille.

## Erelijst
- 1976 –  Olympische Spelen in Montreal
- 1978 -  Wereldkampioenschap in Buenos Aires
- 1978 -  Champions Trophy in Lahore
- 1978 -  Aziatische Spelen in Bangkok
- 1982 -  Wereldkampioenschap in Bombay
- 1982 -  Aziatische Spelen in New Delhi
- 1984 –  Olympische Spelen in Los Angeles